# Мэйден, Джозеф Генри
Джо́зеф Ге́нри Мэ́йден (англ. Joseph Henry Maiden; 25 апреля 1859 — 16 ноября 1925) — ботаник, внёсший значительный вклад в изучение флоры Австралии, монограф рода Эвкалипт.
Член Лондонского королевского общества (1916).

## Биография
Джзеф Мэйден родился в Лондоне в 1859 году. Изучать науки он начал в Лондонском университете, но слабое здоровье не позволило ему окончить курс. Длительное морское путешествие было частью его лечения, и, таким образом, в 1880 году он прибыл в Новый Южный Уэльс. В 1881 году Мэйден был назначен первым куратором Технологического музея (англ. Powerhouse Museum) в Сиднее, и занимал эту должность до 1896 года. Он особенно интересовался местной флорой и, в начале своего пребывания в Австралии, часто объединялся с преподобным Уильямом Вуллом в его ботанических исследованиях. В его первой книге «Useful Native Plants of Australia» («Полезные растения Австралии»), опубликованной в 1889 году, он также выражает признательность Фердинанду фон Мюллеру, с которым состоял в переписке .
В 1890 году Мэйден был назначен ботаником-консультантом Министерства сельского хозяйства, а в 1894 году — инспектором по техническому образованию. В 1896 Мэйден был назначен ботаником в правительстве и директором ботанических садов. Он сразу же организовал гербарий, ставший первым гербарием на территории Британских колоний.
В 1915 году Мэйден стал Линнеевским лауреатом. В 1924 году Мэйден награждён медалью Кларка (англ. Clarke Medal) — наградой Королевского общества Нового Южного Уэльса, вручаемой за выдающиеся достижения в области геологии, минералогии и естественной истории Австралазии.

## Труды
- «Bibliography of Australian Economic Botany» («Библиография по экономической ботанике Австралии») — 1892 год.
- «The Flowering Plants and Ferns of New South Wales» выходила частями начиная с 1891 года.
- «Forest Flora of New South Wales» опубликована между 1904 и 1924 годами.
- «Illustrations of New South Wales Plants» выходила с 1907 года.
- «Sir Joseph Banks the „father of Australia“» — 1909 год.
- «A Census of New South Wales Plants» (в соавторстве с Ernst Betche) — 1916 год.
- «The Weeds of New South Wales» («Сорные растения Нового Южного Уэльса»), первая часть — 1920 год[2][3].

Мэйден был признанным авторитетом в изучении родов Акация и Эвкалипт. Он опубликовал более 120 работ работ по систематике этих растения и восьмитомный труд «A Critical Revision of the Genus Eucalyptus», остававшийся основным на протяжении более пятидесяти лет. Это издание было начато в 1903 году и закончено уже после смерти учёного (под редакцией R. H. Gambage и W. F. Blakely) в 1933 году. Мэйденом описано сотни видов растений и собрано множество типовых образцов австралийских растений.
Eucalyptus maidenii, описанный Фердинандом фон Мюллером, назван в его честь.
Джзеф Мэйден вышел на пенсию в 1924 году и в этом же году скончался в пригороде Сиднея Туррамуре.